# ألكسندر بلاك
ألكسندر بلاك (بالإنجليزية: Alex Black)‏ (و. 1989 – م) هو ممثل، وممثل أفلام، وممثل تلفزيوني، من الولايات المتحدة الأمريكية، ولد في ريدوود، كاليفورنيا.

## وصلات خارجية
- ألكسندر بلاك على موقع IMDb (الإنجليزية)
- ألكسندر بلاك على موقع ألو سيني (الفرنسية)
- ألكسندر بلاك على موقع أول موفي (الإنجليزية)
- ألكسندر بلاك على موقع قاعدة بيانات الأفلام السويدية (السويدية)
- ألكسندر بلاك على موقع قاعدة بيانات الفيلم (الإنجليزية)
- ألكسندر بلاك على موقع كينوبويسك (الروسية)